# La strategia Oceano Blu
La Strategia Oceano Blu (Blue Ocean Strategy), è un libro pubblicato nel 2005 e scritto da W. Chan Kim e Renée Mauborgne, professori all'INSEAD e co-direttori dell'Istituto INSEAD Blue Ocean Strategy.
Gli autori sono partiti dall'analisi di 150 "casi" di aziende che hanno operato per periodi più o meno lunghi senza concorrenza, hanno trovato dei caratteri comuni nelle loro diverse strategie competitive e poi hanno formulato una teoria strategica basata su quattro punti che, teoricamente, ogni azienda potrebbe applicare per creare situazioni competitive favorevoli.
Secondo gli studi di Kim e Mauborgne, l’unità di analisi per le cause che innalzano il livello di performance, dando vita ad un oceano blu, è la mossa strategica. Quest’ultima è vista come l’insieme di azioni e decisioni manageriali legate all’offerta di nuovi prodotti o servizi tanto validi da creare un nuovo mercato.

## Differenze tra oceano blu e oceano rosso
Kim e Mauborgne considerano il mercato come un universo composto da due tipi di oceani:
- Gli oceani rossi: rappresentanti i settori oggi esistenti aventi confini definiti e accettati da tutti, insieme alle loro best practice. Le aziende che operano in questi oceani cercano di superare la performance dei rivali per accaparrarsi una quota sempre maggiore della domanda preesistente. Chi opera in oceani rossi segue un approccio tradizionale, i concorrenti vengono utilizzati come benchmark e gli uni tentano di prevaricare gli altri;
- Gli oceani blu: denotano settori che oggi non esistono. Spazi di mercato incontrastato dove le regole del gioco competitivo non sono ancora state delineate, in grado di sfruttare domanda sopita o del tutto nuova. Gli autori chiamano “strateghi oceano blu” coloro i quali seguono la logica della value innovation.

## La strategia oceano blu
La strategia oceano blu, chiamata anche blue ocean strategy o BOS, può essere annoverata tra le strategie di business, ovvero l’insieme integrato di decisioni e azioni volte a costruire un vantaggio competitivo, duraturo e difendibile, in uno specifico ambito di business.
- Si sostanzia nella ricerca simultanea, da parte delle aziende della leadership di costo e della differenziazione;
- L’obiettivo è quello di creare un nuovo spazio di mercato dove non vi è ancora concorrenza;
- Si basa sull’idea che i confini di mercato sono una costruzione umana e quindi possono, e devono, essere rimodellati dalle organizzazioni.

## Vantaggi
I principali vantaggi derivanti dall’utilizzo di questa strategia sono:
- Se l’impresa è in grado di creare un mercato del tutto nuovo godrà dei vantaggi del first mover;
- Il raggiungimento di una posizione di vantaggio competitivo che non è facilmente replicabile dai concorrenti. Questo consente all’impresa di aumentare la redditività nel lungo termine;
- La spinta al pensiero innovativo e creativo. Le aziende possono beneficiare di soluzioni e approcci originali per rispondere alle esigenze del mercato;
- Maggiore coinvolgimento di tutti gli stakeholder aziendali nel processo strategico.

## Svantaggi
Anche se il modo di pensare e intendere il mercato di Kim e Mauborgne è molto interessante e innovativo, la strategia oceano blu porta con sé diverse criticità:
- La sua adozione richiede una conoscenza del mercato e dei clienti davvero approfondita. Non tutte le aziende sono in grado di raccogliere e gestire una mole così grande di informazioni;
- Creare un nuovo mercato non vuol dire necessariamente avere successo. Può essere molto rischioso e può portare al fallimento dell’azienda se non viene accettato dal pubblico o se le aspettative dei clienti non vengono soddisfatte;
- Il coinvolgimento da parte di tutti i membri dell’organizzazione richiede degli sforzi comunicativi, anche economici, che non tutte le imprese sono in grado di sostenere;